# 乌氏丁蛛
乌氏丁蛛（学名：Dingosa wulsini）为狼蛛科丁蛛属的动物。在中国大陆，分布于四川等地。该物种的模式产地在四川。